# Нижегородский понтонный мост
Нижегородский понтонный мост — действовавший в летнее время понтонный мост через Волгу. Соединял Нижний Новгород с пригородами и располагался на трассе Р159 «Нижний Новгород — Шахунья — Киров», в 50 метрах ниже по течению совмещенного автомобильного и железнодорожного Борского моста. Второй Борский мост был построен между понтонным и совмещенным мостом.

## Характеристики
Длина моста 377 м, ширина проезжей части 9 м, пешеходная часть отсутствует. Мост состоит из 7 барж и эксплуатируется с 1993 года. Мост наводится при отметках воды от 64 до 66 м по Балтийской системе. Из-за высокой воды в половодье 2012 года мост был наведен только 19 июня.
По данным на 2007 год 70 % потока автотранспорта приходится на Борское направление. Во время ремонта Борского моста продолжительность перекрытия Волги могла превышать 12 часов в сутки.
В 2011 году продолжительность движения автотранспорта по мосту составляла 6,5 часов ежедневно. Время работы в предпраздничные и праздничные дни определялось дополнительными согласованиями. Волжское ГБУ было наделено правом оперативной разводки моста для пропуска пассажирских судов, выбившихся из графика по метеоусловиям, и аварийно-спасательных судов.
В 2012 году, после открытия Нижегородской канатной дороги, продолжительность движения автотранспорта не изменилась.

## История службы
Зимой 2004—2005 года у двух барж была заменена подводная часть, стоимость ремонта составила 8 млн рублей. К этому времени возраст барж превышал 30 лет. Зимой 2005—2006 годов были отремонтированы ещё 4 баржи, стоимость работ составила 29 млн рублей.
Во время лесных пожаров 2010 года сухогрузом «Нарва» проекта 613 была повреждена правобережная неразводная секция моста. Также при ударе произошло повреждение автомобильного устройства сцепления между баржами моста и переходной части. На ремонт потребовался один месяц: была заделана пробоина, заменены шарнирные узлы и автосцеп. Страховая выплата составила 4 млн рублей.
Зимой 2011—2012 годов были выполнены работы по ремонту корпуса, эстакады проезжей части, палубы, механизмов, оборудования и электрооборудования моста.
Ночью 16 августа 2012 года буксир-толкач ОТ-7, следовавший из Колесниково[уточнить] в Ярославль с двумя баржами газойля массой 14 тыс. т, врезался в наплавной мост, повредив одну секцию. После этого был отправлен в затон «Сормовский рейд», где столкнулся с другим теплоходом.
В 2016 году мост начал работу с 20 мая. Мост сводился ежедневно с 6 до 9 утра и с 17 до 22.30 вечера. Проезд для машин был открыт с 06:30 до 08:30 и с 17:30 до 22:00.
В июле  понтонный мост использовался для закрытия движения судов во время массового заплыва «Волжский вызов».
1 августа 2016 года понтонный мост был закрыт из-за строительства подходов к новому Борского мосту.

## Понтонный мост через Оку
Первый в истории Нижнего Новгорода наплавной понтонный мост был построен в начале XIX века. Мост соединял нагорную и заречную части города в районе слияния рек Ока и Волга.
Спустя десятилетия после закрытия Нижегородской ярмарки небольшой понтонный мост через Гребнёвский канал позволил использовать Гребнёвские пески в качестве городского пляжа.
В 2010 году рассматривался вариант строительства автомобильного мостового перехода через Оку и Гребнёвский канал  в черте Нижнего Новгорода между метро- и Канавинским мостами в створе улиц Советской и Черниговской. Решение о строительстве было принято администрацией Нижнего Новгорода в мае 2010 года, после частичного закрытия для реконструкции Канавинского моста.
Строительство моста было отменено в связи с отказом от полной реконструкции Канавинского моста.
Мост планировался трёхполосным с автомобильным и пешеходным движением с возможностью работы как летом, так и зимой. Ширина Оки в месте предполагаемого наведения — 515 м, канала — 130 м. Срок строительства 3-4 месяца, стоимость моста 250 млн рублей.
26 мая 2010 года Вадим Булавинов сообщил, что строительство нового моста необходимо в связи с тем, что ни один из готовых понтонных мостов для реки Ока «нельзя будет согласовать ни с одной инспекцией».